# Фронт сопротивления
Фронт сопротивления (англ. The Resistance Front; сокр. TRF) — террористическая группа, основанная в 2019 году и ответственная за террористические акты на территории Кашмира и Джамму. Организация является ответвлением «Лашкар-е-Тайба». Группировка несёт ответственность за нападения и убийства мирных жителей, гос. служащих и кашмирских меньшинств и в 2023 году была признана в Индии как террористическая организация. 

## История
TRF был основан из боевиков  Лашкар-е-Тайба  в 2019 году в качестве ответной меры на решение правительства Индии отменить особый статуса Джамму и Кашмира, «Фронт сопротивления» позиционирует себя как кашмирское движение сопротивления. Группировка привлекла внимание СМИ целенаправленными убийствами мирных жителей, принадлежащих к меньшинствам, в первую неделю октября 2020 года. Отличительной характеристикой организации от других является нерелигиозная символика и использование светских причин для оправдания своих терактов, с этого момента TRF начинает свою активную деятельность в соцсетях, таких как Twitter , Facebook и Telegram. 

## Деятельность

### 2019
- 12 октября 2019 года группировка совершает свой первый теракт, забросав гранаты в Лал Чоук, Сринагар. В результате атаки пострадало 8 человек[6].

### 2020
- 5 апреля произошла перестрелка TRF и индийских военных на границе с Пакистаном, погибло 5 террористов и 5 бойцов индийского спецназа.
- 18 апреля напали на подразделения индийской военнизированной полиции, в результате атаки погибло 3 человека.
- 3 мая  пятеро сотрудников индийских спецслужб были убиты двумя бойцами Фронта Сопротивления.
- 5 мая убиты четыре сотрудника CRPF и ранено еще пять, после перестрелки террористы забрали две винтовки.
- 21 мая боевики атаковали отряд CRPF, убив двух человек.
- 1 июля боевики устроили засаду индийским спецслужбам, убив двух и ранив еще троих.
- 8 июля боевики убивают трое мирных жителей (местного политика и его родню).
- 25 сентября боевики убили Бабара Кадри, который был кашмирским адвокатом.
- 6 октября боевики атаковали резиденцию местного политика.
- 30 октября боевики устроили засаду и убили трех работников BJP.
- 8 ноября боевики попали в перестрелку с индийскими войсками, убито три индийских солдата и три боевика TRF.
- 23 декабря боевики бросили гранаты в группу CRPF, убив двух человек.

### 2021
- 19 февраля боевики убили двух полицейских в Сринагаре.
- 29 марта боевики убивают одного полицейского и двух советников.
- 1 апреля боевики убили полицейского.
- 5 октября боевики убили кашмирского бизнесмена Махана Лала Биндро[7].
- 7 октября боевики убили двух учителей в Сринегарской школе, вызвав огромный шок и недовольство действиями боевиков по всему Кашмиру[8].
- 9 октября боевики убили двух полицейских[9].

### 2023
- Битва при Антагане, крупная перестрелка между индийскими войсками и боевиками TRF, в результате погиб командир группировки Узаир Хан и два старших офицера индийской армии.

### 2024
- 9 июня боевики расстреливают пассажирский автобус с индуискими паломниками, в результате атаки погибло 9 человек и ранено 41[10].

### 2025
- 22 апреля боевики совершают теракт в Пахалгаме, в результате которого гибнет 20 человек.
- 24 апреля происходит перестрелка между боевиками и индийскими войсками, убито двое индийских солдат[11].